# Макушина
Макушина — деревня в Байкаловском районе Свердловской области. Входит в состав Баженовского сельского поселения. Управляется Городищенским сельским советом.

## География
Деревня Макушина муниципального образования «Байкаловский муниципальный район», входящий в состав Баженовское сельское поселение, расположен на правом берегу реки Ница в 25 километрах на север от села Байкалово (автомобильной дорогой — 32 километра), на правом берегу реки Ница, примыкая к деревне Власова.

### Часовой пояс
Макушина, как и вся Свердловская область, находится в часовой зоне МСК+2. Смещение применяемого времени относительно UTC составляет +5:00.

## История села
С 1885 года в деревне начинает работу школа грамоты. В начале XX века входила в приход Яланского села, находящегося в 9 верстах от деревни.

## Скорбященская церковь
В 1900 году в деревне была каменная часовня. В 1910 году была построена и освящена каменная, однопрестольная церковь в честь иконы Пресвятой Богородицы «Всех скорбящих Радость». Скорбященская церковь была закрыта в 1930 году. В советское время здание использовалось как производственное помещение для маслозавода, затем как склад. Храм утратил колокольню и главный купол. В настоящее время разрушается и не восстанавливается.

## Население
| 2002 | 2010 | 2021 |
| ---- | ---- | ---- |
| 291  | ↘203 | ↘156 |

## Инфраструктура
Деревня разделена на восемь улиц (Западная, Клубная, Лысая, Мостовая, Набережная, Новая, Центральная, Школьная).